# メレ山メレ子
メレ山 メレ子（メレやま メレこ、1983年4月27日 - ）は、日本のアルファブロガー、エッセイストである。他にメレ子、mereco名義も使用。

## 人物
大分県別府市出身。大分東明高等学校、東京大学法学部卒業。大学入学とともに上京し、池袋で暮らす。その後、京都や東京での生活を経て2017年6月より上海に在住。
会社員の傍ら2006年に、自身の旅行記等を写真、手書き地図、文章で綴ったブログ「メレンゲが腐るほど恋したい」を開始。ブログのタイトルは、映画『ゲレンデがとけるほど恋したい。』に由来する。2008年に青森県西津軽郡鰺ヶ沢町を旅したときに見かけた犬をわさおと名付けて紹介。これをきっかけにわさおが有名になるにつれて、その紹介者として知られるようになる。また、この記事で、アルファブロガー・アワード2008の記事大賞を受賞している。
昆虫好きであり、2012年から昆虫大学を主催。

## 著作

### 単行本
- メレンゲが腐るほど旅したい メレ子の日本おでかけ日記（ブルース・インターアクションズ、2009年8月、ISBN 978-4860203535）
- ときめき昆虫学（イースト・プレス、2014年4月、ISBN 978-4781611730）
- メメントモリ・ジャーニー（亜紀書房、2016年8月、ISBN 978-4750514857）
- こいわずらわしい（亜紀書房、2021年1月、ISBN 978-4750516691）

### 雑誌連載
- むし旅JAPAN - 旅（新潮社）連載[6]

### 雑誌記事
- BE-PAL 2010年5月号（小学館）
- PC Fan 2010年12月号（毎日コミュニケーションズ）
- BRUTUS 2011年7月1日号（マガジンハウス）
- 臨床作業療法 2013年7・8月号 ライト☆すぽっと : 新しい世界はすぐ足もとにある－旅して，虫とたわむれて（青海社）
- 三田文学 No.122（2015年夏季号）虫と文学 : 科学随筆の甘露（三田文学編集部）
- 母の友 2017年9月号 虫と表現 : 小さな生きものをテーマに創作する人たち（福音館書店）